# TowerFall
TowerFall — это компьютерная игра, инди-игра в жанре Action, созданная Мэттом Торсоном; его компанией Matt Makes Games. В игре необходимо управлять определённым количеством лучников, которые сражаются друг с другом. Игра вышла на микроконсоли Ouya в июне 2013 года, затем она была портирована на PlayStation 4, Xbox One, Nintendo Switch, Linux, OS X и Windows под названием TowerFall Ascension.
Игра появилась благодаря созданию её однопользовательского прототипа. Он был создан во время Game Jam в июне 2012 года. Торсон тестировал игру с другими разработчиками, рядом с которыми он жил. TowerFall была задумана как игра для вечеринок. На игровую механику оказали влияние игры, в которые Торсон играл ранее, такие как Bushido Blade и GoldenEye 007, а также отзывы, которые разработчик получил на Evolution Championship Series.TowerFall оценивалась как выдающаяся игра для Ouya и хорошо продавалась. Когда срок действия эксклюзивного контракта с Ouya истек, Торсон подписал еще одно соглашение, на этот раз с PlayStation 4. В Ascension была дополнена одиночная игра, были добавлены новые уровни, новое оружие, новые варианты игры. Для PlayStation Vita игра вышла в 2015 году, также были выпущены версии для Xbox One и Switch. В 2016 году вышла версия игры для Windows, позволяющая играть 8 игрокам.
Ascension получила благоприятные отзывы. Эксперты отметили баланс игры. Тем не менее, некоторые эксперты остались недовольны однопользовательским режимом, также им не понравилось отсутствие возможности играть онлайн в многопользовательском режиме.

## Игровой процесс
TowerFall — это компьютерная игра, в которой на арене происходит бой. Оружие — лук, игрок убивает персонажей соперников, попадая в их головы стрелами или прыгая им на голову, это продолжается до тех пор, пока не останется только один персонаж. В многопользовательской игре до четырех игроков сражаются в королевской битве. Чтобы игрок смог пополнить запас стрел, можно воспользоваться стрелами соперников. Можно поймать стрелы других игроков. Сокровища дают игрокам особые возможности: «щит», «крылья», усиленные стрелы. Можно редактировать правила игры и сохранить их для последующего использования. Эксперт Kotaku Крис Персон отмечает, что игра напоминает «Smash Bros, объединённую со Spelunky или Nidhogg».
В игре четыре режима. В одиночной игре игрок должен успеть за отведенное время. Разработчик, описывая этот режим, вспомнил аналогичный режим «Break the Targets» игр Super Smash Bros. В Ascension добавлена изменённая версия одиночной игры: режим Trials mode. В этом режиме необходимо использовать усиления. В Ascension также появился режим Quest, в котором один или два игрока пытаются противостоять волнам врагов. Сложность постоянно возрастает. Как и в однопользовательской игре, в режиме Quest подсчитываются очки. Улучшения версии Ascension были также выпущены для Ouya.
Игра, которая выпущена для Ouya, поддерживает контроллеры Xbox 360 и PlayStation 3. Ascension использует встроенный динамик DualShock 4 для воспроизведения звуковых эффектов. В игре нет многопользовательской онлайн-игры.

## Разработка
Игра разработана Мэттом Торсоном, который ранее создал игру Planet Punch и браузерные игры. Идея игры появилась после того, как Торсон посетил Алека Холовку, они работали во время Game Jam, это был 48-часовой июньский Game Jam 2012 года в Ванкувере. Команда создала многопользовательский режим, вдохновлённый игрой The Legend of Zelda, который вскоре стал однопользовательским Flash-платформером, в котором игрок был «опытным лучником из древней легенды», как выразился сам Мэтт Торсон в статье, размещённой на Polygon. Разработчики хотели добавить больше видов оружия, но в конечном итоге решили оставить только лук и стрелы — из-за ощущений во время игры. Стрелы можно было использовать без перезарядки, к тому же, они смещались в сторону врагов, это было сделано, чтобы дать игроку «больше свободы». Торсон предпочёл сделать возможной стрельбу только в 8 основных направлениях, соответствующих сторонам света, а не в любом направлении. Были добавлены уровни, предметы, магазин и сюжет, согласно которому игроку необходимо было забраться на башню. Во время прохождения игры игроки получали новые предметы и навыки. Сначала Торсон хотел отправить игру в Adult Swim и получить «лёгкие деньги», но перед разработкой многопользовательской версии (после Game Jam) передумал.
Холовка счёл, что ощущения, которые появляются при использовании игры как «игры для вечеринки», стали возможны благодаря тестированию игры у Торсона в Ванкувере. Торсон жил с разработчиком, с которым он познакомился в сообществе Game Maker, и в итоге они вместе с композитором переехали в Indie House, дом в Ванкувере. Все жители этого дома — независимые разработчики. Несмотря на то, что Холовка покинул проект вскоре после Game Jam, оставив работу над игрой Торсону, он, когда истек срок действия паспорта Торсона, показал демоверсию игры на Game Developers Conference 2013 года. Далее игра была показана на Penny Arcade Expo, Торсон заключил соглашение с Келли Сантьяго о том, что игра (до истечения контракта) будет выпущена исключительно на Ouya. По мнению экспертов, это было необходимо новой консоли, чтобы конкурировать с другими консолями, Торсон счёл, что выпуск игры для Ouya будет менее «пугающим», чем для PlayStation 3. Игра также соответствует идее Ouya выпускать больше кооперативных игр. Изначально Торсон создавал графику игры самостоятельно, но не был доволен результатом и нанял MiniBoss, чтобы они закончили создание графики. Холовка сочинил музыку, а для работы над звуком Торсон нанял Power Up Audio.
Торсон сказал, что игра начала соединяться в единое целое примерно через 6 месяцев, которые были потрачены на её разработку. По его словам, игру тестировали его друзья. Игра стала участником турнира файтинговых игр Evolution Championship Series 2013, где получила больше похвалы, чем критики. Механика игры была вдохновлена играми юности Торсона. Отмечалось, что автор вдохновился отдельными элементами Super Smash Bros, Bushido Blade, Goldeneye 007, Yoshi’s Island и Team Fortress 2. Ограничение на количество стрел было придумано для того, чтобы замедлить игровой процесс и поощрять игрока задумываться над стратегией. Разработчик хотел добавить многопользовательскую онлайн-игру, но по ему словам, ему не хватило навыков программирования. Средневековые пейзажи игры были связаны с серией книг «Игра престолов», механика игры сочеталась с «замками с каменными стенами и подземельями, заполненными лавой». У персонажей игры есть описание, расположенное в специальном разделе.

## Релиз
TowerFall вышла 25 июня 2013 года для Ouya. Игра хорошо продавалась. Далее разработчик заявил, что расширит одиночную игру; подписал соглашение о выпуске игры для PlayStation 4; а также для Steam. Это произошло после того, как завершилось действие соглашения о том, что игра выпускается только для Ouya; шесть месяцев спустя. Довольно большая часть работы по портированию игры была проведена компанией Sickhead Games, штаб-квартира которой находится в Далласе. Эту работу проводили два человека в течение восьми недель, они использовали MonoGame. Основными дополнениями к Towerfall Ascension стали режимы однопользовательской и кооперативной игры. В будущих обновлениях были запланированы редактор уровней и добавление сражений, в которых могли бы участвовать 6 игроков (3 на 3). Портированные версии игры для платформ Linux и Mac OS X были выпущены 29 мая 2014 года. В июле 2014 года TowerFall участвовала в Indie Showcase файтингового турнира Evolution Championship Series. Игра стала бесплатной игрой PlayStation Plus в конце того же месяца.

### Обновления
В феврале 2015 года стал доступен новый персонаж — «Голубой лучник» (англ. Blue Archer). Он был добавлен c дополнением «Темный мир» (англ. Dark World). Разработчики заявили, что персонаж задумывался так, чтобы он был внешне похож на Аниту Саркисян. Дополнение Dark World было выпущено в Северной Америке 12 мая 2015 года. Дополнением можно было воспользоваться при игре с помощью ПК (операционные системы Linux, OS X и Windows); дополнение распространялось через Steam, Humble Store и GOG.com. Также оно стало доступно при игре с помощью PlayStation 4. Европейская версия дополнения для PlayStation вышла несколько дней спустя. В дополнении доступна многопользовательская кампания для 4 игроков, в ней игроки сражаются с боссами и могут возвращать персонажей напарников по команде к жизни. В игру также добавили усиление, которое позволяет стрелам взрываться. Изначально обновление состояло из нескольких уровней, затем появилось 4 набора уровней, 10 персонажей, процедурно сгенерированные уровни. Версия для PlayStation Vita вышла 15 декабря 2015 года. Версия для Xbox One, включающая Ascension и Dark World, вышла 18 января 2018 года. Версия для Nintendo Switch вышла 27 сентября 2018 года, в ней используются персонажи из игры Celeste, которая создана также Matt Makes Games. Также была создана игра для Windows, в которой могли сражаться до 8 игроков одновременно. Эта игра, названная TowerFall 8-Player, выпущена в августе 2016 года.

## Оценки
| Сводный рейтинг    | Сводный рейтинг                    |
| Агрегатор          | Оценка                             |
| ------------------ | ---------------------------------- |
| GameRankings       | 87,61 %                            |
| Metacritic         | 87/100 (как для ПК, так и для PS4) |
| Иноязычные издания |                                    |
| Издание            | Оценка                             |
| Edge               | 8/10                               |
| Eurogamer          | 9/10                               |
| IGN                | 8,9/10                             |
| Polygon            | 9,5/10                             |

После того, как игра вышла, рецензенты назвали TowerFall выдающейся игрой для микроконсоли Ouya. Эксперт Penny Arcade Report Бен Кучера назвал игру «убийственным приложением для Ouya». Эксперты Polygon Крис Плант и Расс Фруштик сочли, что TowerFall — причина приобрести Ouya. По словам эксперта Destructoid Спенсера Хайеса, он не хотел покупать Ouya, пока не сыграл в TowerFall. В период, когда он высказывался об игре, он также добавил, что «уровень глубины… обманчив». Eurogamer счёл, что эта игра — «единственная вещь, в которую стоит играть на Ouya». Критиковалась высокая стоимость дополнительных контроллеров в игре (они были нужны для того, чтобы 4 игрока могли играть одновременно). Она превысила стоимость самой игры и поэтому вызывала недовольство. Однако впоследствии стало возможно играть с использованием других устройств. Плант, эксперт, описывающий компьютерные игры, сказал, что первый выпуск игры «понравился критикам, но скромно продавался», «прорвался к играм выше своей весовой категории». Ars Technica и Polygon включили игру в специальные списки игр, составляемые изданиями по окончании каждого года.
По данным на апрель 2014 года, согласно статистике самого Торсона, большинство продаж Ascension пришлось на PlayStation 4. К этому времени пятая часть продаж игр приходилась на Ouya, это была сравнительно небольшая платформа с меньшим количество установок, чем на PlayStation и Steam. Игра была номинирована на премию Independent Games Festival в номинации Excellence in Design в 2014 году, но уступила Papers, Please. Согласно агрегатору Metacritic, игра TowerFall Ascension получила «в целом благоприятные» отзывы. В 2013 году (на премии организации National Academy of Video Game Trade Reviewers [NAVGTR]) игра получила награду Game, Original Fighting. Эксперты оценили баланс игры, сравнивали её с Super Smash Bros. По мнению рецензентов, уровень геймплея в однопользовательском режиме был крайне низким, критики также сетовали на отсутствие многопользовательского онлайн-режима. Дентон, критик Eurogamer, назвал отсутствие этого режима «болезненным».
Гриффин Мак-Эйлор (Polygon) счёл игру доставляющей удовольствие. Хосе Отеро (IGN) высоко оценил визуальные эффекты игры. Он был недоволен однопользовательским режимом, по его мнению, он подходит только для тренировки. Критик Eurogamer Дентон назвал его «запоздалым», а режим Trials — «в лучшем случае третичным». В Edge писали, что границы, внутри которых можно играть, сбивают с толку, и что трудно наблюдать одновременно за областью игры, которая находится вокруг персонажа игрока, и за границами. Всё это, по мнению издания, мешает вести ближний бой. Дентону понравилась механика, которая требовала от игрока поймать ранее выпущенные стрелы, он сравнил её с аналогичными особенностями других «замечательных многопользовательских игр», в частности, было приведено сравнение с Ultra counter в Street Fighter IV. Далее он сравнил многопользовательский режим с режимами сражений в играх Bomberman, Mario и Super Smash Bros., режим Trials — с игрой 10 Second Ninja, также прозвучали сравнения с Nidhogg и Samurai Gunn.

## Комментарии
1. ↑  В определённый момент времени 4 из 7 разработчиков Indie House работали над игрой TowerFall.

Источник: Plante, Chris (July 2, 2014). «What it feels like to launch an indie hit Архивная копия от 25 мая 2019 на Wayback Machine». Polygon. Vox Media. Архивировано 17 августа 2014.
2. ↑  Nintendo и Microsoft также обращали внимание на игру Торсона.

Источник: Ray Corriea, Alexa (July 19, 2013). «TowerFall creator talks story modes, inspiration, pricing and 'yomi' Архивная копия от 3 июля 2014 на Wayback Machine». Polygon. Vox Media. Архивировано 30 августа 2014. Проверено 30 августа 2014.
3. ↑  По данным на ноябрь 2013 года, было продано 5 000 копий. По данным на апрель 2014 года — 7000 копий на Ouya.

Источники: Campbell, Colin (November 16, 2013). «Is TowerFall’s move to PS4 and PC, a big blow for Ouya? Архивная копия от 15 ноября 2014 на Wayback Machine». Polygon. Vox Media. и Matulef, Jeffrey (April 28, 2014). «Towerfall sold best on PS4 and grossed $500K overall Архивная копия от 19 августа 2014 на Wayback Machine». Eurogamer. Gamer Network.